# Rubiás (Ramiranes)
Rubiás (llamada oficialmente Santiago de Rubiás) es una parroquia y un lugar del municipio español de Ramiranes, en la provincia de Orense, Galicia.

## Historia
Hasta la década de 1920, la parroquia perteneció al municipio de Villameá de Ramiranes, que luego se fusionó con el de Freás de Eiras para formar el de Ramiranes.

## Organización territorial
La parroquia está formada por quince entidades de población:

### Entidades de población
Entidades de población que forman parte de la parroquia:
- Casal de Cima
- Entreviñas
- Jocin (Xocín)
- Maceira
- Margarideiros
- Padrenda
- Partida (A Partida)
- Penavegosa
- Rozas
- Rubiás
- Santa María la Madre (Santa María Madre)
- Souto
- Vilaboa

### Despoblados
Despoblados que forman parte de la parroquia:
- Carreiriña (A Carreiriña)
- Xandente

## Demografía

### Parroquia
| Gráfica de evolución demográfica de Rubiás (parroquia) entre 2000 y 2023 |
|                                                                          |
| Datos según el nomenclátor publicado por el INE.                         |

### Lugar
| Gráfica de evolución demográfica de Rubiás (lugar) entre 2000 y 2023 |
|                                                                      |
| Datos según el nomenclátor publicado por el INE.                     |